# Il Paradiso
Il Paradiso é uma obra de Tintoretto, localizada no Palácio Ducal da cidade de Veneza e é considerada uma das maiores obras a óleo do mundo.A obra inicialmente estava encomendada a Paolo Veronese para adornar a Câmara do Conselho Superior do então recém construído palácio, mas com a morte deste a responsabilidade passou a Tintoretto, que a concluiu com a ajuda de seus alunos pouco antes da morte de sua filha. Há um estudo preparatório desta obra, feito por Tintoretto, no museu do Louvre.